# 古城湾站
40°33′08″N 110°06′18″E / 40.552246°N 110.10498°E
古城湾站位于内蒙古自治区包头市东河区铝业工业园区，建于1989年，是京包铁路的一个车站。距离北京站808公里，距上行车站东兴站7公里，距下行车站包头东站8公里。该站隶属呼和浩特铁路局包头车站，车站客运于2012年撤销，目前仅办理货运业务，设有通往东华热电、呼铁伊东储运股份的专用线。